# Jan Hřebejk
Jan Hřebejk (ur. 27 czerwca 1967 w Pradze) – czeski reżyser i scenarzysta filmowy.

## Filmografia
- Šakalí léta (Bigbeatowe lato) – 1993
- Pelíšky (Pod jednym dachem) – 1999
- Musíme si pomáhat (Musimy sobie pomagać) – 2000
- Pupendo – 2003
- Horem pádem (Na złamanie karku) – 2004
- Kráska v nesnázích (Piękność w opałach) – 2006
- Medvídek (Niedźwiadek) – 2007
- Nestyda (Do Czech razy sztuka) – 2008
- U mě dobrý – 2008
- Kawasakiho růže (Czeski błąd) – 2009
- Nevinnost – 2011
- Svatá čtveřice (Święta czwórca) – 2012
- Odpad město smrt – 2012
- Líbánky – 2013
- Zakázané uvolnění – 2014
- Nauczycielka – 2016

W 2000 roku zdobył nagrodę Złotego Grona na Lubuskim Lecie Filmowym za film Pelíšky. W 2001 roku zdobył nagrodę Srebrnego Grona na Lubuskim Lecie Filmowym za film Musíme si pomáhat (Musimy sobie pomagać).